# Tour of Scandinavia 2024
Tour of Scandinavia 2024 skulle have været den 3. udgave af det skandinaviske etapeløb Tour of Scandinavia - Battle of the North. Løbet blev 3. maj 2024 aflyst, da der i følge arrangørerne manglede indtægter for tre millioner norske kroner for at kunne afholde løbet. Det var planlagt til at blive afviklet over seks etaper fra 27. august til 1. september 2024. Løbet skulle have været en del af UCI Women's World Tour 2024.

## Etaperne
| Etape    | Dato     | Start – Mål | type | Afstand (km) | Etapevinder | Førende rytter |
| -------- | -------- | ----------- | ---- | ------------ | ----------- | -------------- |
| 1. etape | 27. aug. | TBA – TBA   |      |              |             |                |
| 2. etape | 28. aug. | TBA – TBA   |      |              |             |                |
| 3. etape | 29. aug. | TBA – TBA   |      |              |             |                |
| 4. etape | 30. aug. | TBA – TBA   |      |              |             |                |
| 5. etape | 31. aug. | TBA – TBA   |      |              |             |                |
| 6. etape | 1. sep.  | TBA – TBA   |      |              |             |                |